# كلايف تشيرشل
كلايف تشيرشل (بالإنجليزية: Clive Churchill)‏ هو لاعب دوري الرغبي أسترالي، ولد في 21 يناير 1927 في أستراليا، وتوفي في 9 أغسطس 1985 في سيدني في أستراليا.